# Liste der Mitglieder des Gesetzgebenden Körpers der Freien Stadt Frankfurt 1841
Diese Liste enthält die Mitglieder des Gesetzgebenden Körpers der Freien Stadt Frankfurt im Jahr 1841.

## Vorbemerkung
Mit der Konstitutionsergänzungsakte, der Verfassung der Freien Stadt Frankfurt von 1816, wurde der Gesetzgebende Körper eingerichtet. Gemäß Art. 9 bestand er aus 85 Mitgliedern, darunter
- 20 Mitgliedern, die vom Senat der Freien Stadt Frankfurt aus seiner Mitte gewählt wurden (gekennzeichnet als "Schöff" = 1. Bank des Senats oder "Senator" = 2. Bank des Senats oder "Rathsverwandte" = 3. Bank des Senats)
- 20 Mitgliedern, die von der Ständigen Bürgerrepräsentation aus ihrer Mitte gewählt wurden (gekennzeichnet als "SBR")
- 45 Mitgliedern, die in indirekter Wahl von den Bürgern bestimmt wurden (gekennzeichnet als "Gewählt")
- 11 Mitgliedern, die von den Landgemeinden bestimmt wurden, aber nur bei Angelegenheiten Stimmrecht hatten, die die Landgemeinden betraf (gekennzeichnet als "Dorf")

## Präsidium
- Präsident: Schöff Ferdinand Maximilian Starck
- Vizepräsident: Handelsmann Johann Friedrich Hartmann Mack
- Vizepräsident: Handelsmann Johann Martin Scharff

## Mitglieder
| Name                                         | Woher                   | Stand                  |
| -------------------------------------------- | ----------------------- | ---------------------- |
| Bernhard Andreä                              | Gewählt                 | Handelsmann            |
| Conrad Adolf Bansa                           | Schöff                  |                        |
| Johann Heinrich Bardorf                      | Dorf (Oberrad)          | Schullehrer            |
| Jacob Carl de Bardorf                        | Gewählt                 | Handelsmann            |
| Samuel de Bary-Jordis                        | SBR                     | Handelsmann            |
| Ernst Andreas Blum                           | SBR                     | Dr. jur.               |
| Johann Jacob Böcking                         | SBR                     | Handelsmann            |
| Franz Joseph Böhm-Osterrieth                 | SBR                     | Handelsmann            |
| Josef Anton Franz Bolongaro                  | SBR                     | Handelsmann            |
| Matthias Franz Josef Borgnis                 | Gewählt                 | Handelsmann            |
| Georg Wilhelm Clarus                         | Rathsverwandte          |                        |
| Ludwig Carl Emil Coester                     | Senator                 |                        |
| Carl Diehl                                   | Senator                 |                        |
| J.W. Dülpert                                 | Gewählt                 | Schneider              |
| Peter Josef Aloys Eder                       | Gewählt                 | Dr. jur.               |
| Johann Caspar Joseph Einbiegler              | SBR                     |                        |
| Friedrich Wilhelm von Ellrodt                | SBR                     | Obrist                 |
| Philipp Eurich                               | Gewählt                 | Bierbrauermeister      |
| Johann Ludwig Eysen                          | Gewählt                 | Dr. jur.               |
| Johann Justus Finger                         | Gewählt                 | Handelsmann            |
| Hermann Ludwig Fleck                         | Gewählt                 | Handelsmann            |
| K.M. Fleischmann                             | Gewählt                 | Drehermeister          |
| Georg Wilhelm Fresenius                      | Gewählt                 | Dr. jur.               |
| Philipp Christoph Gallus                     | Gewählt                 | Stadtamtmann, Dr. jur. |
| August Giar                                  | Gewählt                 | Dr. jur.               |
| Johannes Glock                               | Gewählt                 | Metzgermeister         |
| Georg Friedrich von Guaita                   | Schöff                  |                        |
| Friedrich Carl Hector Wilhelm von Günderrode | Schöff                  |                        |
| Johann Christian Günther-de Bary             | SBR                     |                        |
| Philipp Friedrich Gwinner                    | Senator                 |                        |
| Johann Ludwig Haag                           | Gewählt                 |                        |
| Johann Friedrich Hammerann                   | Gewählt                 | Schlossermeister       |
| Eduard Ludwig von Harnier                    | Senator                 |                        |
| Johann Gerhard Heimpell                      | SBR                     | Zimmermeister          |
| Carl von Heyden                              | Schöff                  |                        |
| Johann Heinrich Hoffmann                     | SBR                     | Handelsmann            |
| G. Wilhelm Hofmann                           | Gewählt                 | Major                  |
| Carl Wilhelm Jost                            | Gewählt                 | Goldarbeiter           |
| Andreas Kessel                               | Dorf (Niederursel)      | Ökonom                 |
| Friedrich Jacob Keßler-Gontard               | SBR                     |                        |
| Johann Jacob Conrad Kloß                     | SBR                     | Dr. jur.               |
| Heinrich Korn                                | Dorf (Hausen)           |                        |
| Jacob Daniel Lepper                          | Gewählt                 | Konditor               |
| Johann Balthasar Lorey                       | Gewählt                 | Dr. med.               |
| Carl Friedrich Mack                          | Rathsverwandte          |                        |
| Ferdinand Wilhelm Mack                       | SBR                     | Handelsmann            |
| Johann Michael Mappes                        | Gewählt                 | Dr. med.               |
| Johann Martin May                            | Gewählt                 | Metzgermeister         |
| Friedrich Metzler-Fuchs                      | SBR                     |                        |
| Carl Anton Minoprio                          | Gewählt                 | Handelsmann            |
| Peter Möser                                  | Dorf (Nieder-Erlenbach) | Schultheiß             |
| Samuel Gottlieb Müller                       | Senator                 | Dr.                    |
| Johann Georg Neuburg                         | Senator                 | Dr.                    |
| Sebastian de Neufville                       | Senator                 |                        |
| Jacob Wilhelm de Neufville-Humser            | Gewählt                 | Handelsmann            |
| Georg Walter Neuhoff                         | Dorf (Bonames)          | Schulheiß a. D.        |
| Johann Jacob Nortz                           | Gewählt                 |                        |
| Johann Adam Ohlenschlager                    | SBR                     | Dr. jur.               |
| Philipp Jakob Passavant                      | SBR                     | Handelsmann            |
| Friedrich Pfeffel                            | SBR                     | Handelsmann            |
| Maximilian Reinganum                         | SBR                     | Dr. jur.               |
| Johann Carl Reusing                          | Gewählt                 | Sattlermeister         |
| Johann Leonhard Reuß                         | Senator                 |                        |
| Johannes Riese                               | Gewählt                 | Handelsmann            |
| J. Tobias Ronnefeld                          | Gewählt                 | Handelsmann            |
| Franz Theodor Ferdinand Roques               | Gewählt                 | Handelsmann            |
| Georg Rühl                                   | Dorf (Bornheim)         | Feldgeschworener       |
| Franz Wilhelm Rühl                           | Dorf (Bornheim)         | Beigeordneter          |
| Wilhelm Rüppel                               | Gewählt                 | Handelsmann            |
| Johann Heinrich Rumbler                      | Gewählt                 | Weingärtner            |
| Johann Georg Sarasin                         | Schöff                  |                        |
| Johann Daniel Schäfer                        | Gewählt                 | Bäckermeister          |
| Johannes Schneider                           | Dorf (Dortelweil)       | Schulheiß              |
| Johann Adam Schölles                         | Gewählt                 |                        |
| Johann Heinrich Ludolph Schrader             | Gewählt                 | Pfarrer                |
| Carl Franz von Schweitzer                    | Senator                 |                        |
| Wilhelm Sconto                               | Dorf (Oberrad)          | Schultheiß             |
| Friedrich Siebert-Städel                     | SBR                     | Handelsmann            |
| Eduard Souchay                               | Senator                 |                        |
| Salomon Friedrich Stiebel                    | Gewählt                 | Dr. med.               |
| Ferdinand Ludwig Streng                      | SBR                     | Handelsmann            |
| Friedrich Philipp Usener                     | Schöff                  |                        |
| J. Dieter Ludwig Vollbrecht                  | Gewählt                 | Schuhmachermeister     |
| Gottfried Jacob Alexander Wagner-Lindheimer  | Gewählt                 | Handelsmann            |
| E.W.A. Wolf                                  | Gewählt                 | Major                  |
| Friedrich Ernst Wülker                       | Rathsverwandte          |                        |
| Johann Carl Ziegler-de Bary                  | Gewählt                 | Handelsmann            |